# Холина, Мария Валерьевна
Мария Валерьевна Холина (род. 23 апреля 1969, Кемерово, Кемеровская область, Российская Федерация) — российский историк. Кандидат исторических наук, доцент. С 21 декабря 2022 года — ректор Красноярского государственного педагогического университета им. В. П. Астафьева. 

## Биография
Родилась 23 апреля 1969 года в Кемерово в учительской семье. 
В 1986 году начала работать пионервожатой в школе № 7 города Енисейска. 
В 1994 году окончила Красноярский государственный педагогический университет им. В. П. Астафьева по специальности «учитель истории и обществоведческих дисциплин». 
В 1993—2003 годах — учитель истории и заместитель директора школы № 1 города Енисейска. 
В 2003—2010 годах работала в Енисейском педагогическом колледже, последовательно занимая должности преподавателя истории, заведующей отделением истории и заместителя директора по учебно-производственной работе.
В 2010 году в КГПУ им. В. П. Астафьева защитила диссертацию на соискание учёной степени кандидата исторических наук по теме «Реализация культурной политики в малых городах в начале 1920-х – конце 1930-х гг. (на примере Красноярского края)» (специальность 00.07.02 — «Отечественная история»). 
В 2010—2012 годах — директор школы № 9 города Енисейска. 
В 2012—2020 годах работала в министерстве образования Красноярского края, последовательно занимая должности главного специалиста и заместителя начальника отдела общего образования, а с 2016 года — начальника отдела специального образования. 
31 июля 2020 года назначена исполняющей обязанности ректора Красноярского государственного педагогического университета. 21 декабря 2022 года была избрана ректором на постоянной основе (за кандидатуру Холиной проголосовало 79 из 97 участников голосования). 

## Награды
Награждена почётной грамотой Минобрнауки РФ. Почётный работник общего образования Российской Федерации.